# The Teardrop Explodes
The Teardrop Explodes, brittiskt new wave/postpunk/neo-psykedeliskt-band som bildades i Liverpool år 1978. Namnet på bandet är taget från en serieruta i Marvel comics-serien Daredevil, nr 77.

## Historik
Bandet bildades av Julian Cope som tidigare hade varit medlem i det kortlivade bandet Crucial Three, tillsammans med Pete Wylie som senare bildade gruppen Wah! och Ian McCulloch, som senare blev medlem i Echo and the Bunnymen.
De ursprungliga medlemmarna i Teardrop Explodes var Julian Cope (sång, basgitarr), Mick Finkler (gitarr), Gary Dwyer (trummor) och Paul Simpson (keyboard). Manager för bandet var Bill Drummond, vars skivbolag bandet även hade kontrakt med.
I februari 1979, utgav bandet sin första singel, "Sleeping Gas". Kort efter det lämnade Simpson bandet, och ersattes av delägaren av skivbolaget Zoo, David Balfe. Genom tiden bandet turnerade i Liverpool, nådde de allt större popularitet. 
Under inspelningen av bandets debutalbum Kilimanjaro, sparkades Finkler av Cope, och ersattes av gitarristen från Dalek I Love You, Alan Gill. Kilimanjaro blev en måttlig succé; den nådde plats 24 på de brittiska försäljningslistorna.
År 1981 var gruppen som populärast. I januari nådde de plats 6 på de brittiska försäljningslistorna med singeln "Reward", och i april nådde de plats 20 med låten "Treason". Under denna tid ändrades gruppens besättning ett flertal gånger: Alfie Agius kom in som basist, Jeff Hammer ersatte Balfe på keyboard, och Troy Tate ersatte Gill på gitarr.
Förväntningarna på bandets nästa album, Wilder, var höga. Den första singeln från det albumet, "Passionate Friend", gick det någorlunda bra för (#25 i Storbritannien), men albumet i sig gick det inte särskilt bra för, som bäst plats 29 på försäljningslistorna, och kort därefter borta helt. 
När bandet återsamlades för att spela in sitt tredje album var de reducerade till trion Cope, Dwyer och en återinsatt Balfe. Spänningarna i bandet var stora. Cope ville skriva ballader och egendomliga poplåtar, Balfe var mer intresserad av att spela in syntbaserad dansmusik. Cope upplöste till slut bandet under mitten av inspelningen av albumet. Materialet de hann spela in släpptes senare under 1990-talet, under titeln Everybody Wants To Shag The Teardrop Explodes.
Cope har efter tiden i bandet fått en lyckad karriär som soloartist och författare. När han blev tillfrågad om Teardrop Explodes någonsin skulle återförenas, sade han: "Skulle du någonsin återgå till tiden då din mamma torkade ditt arsel?"

## Diskografi

### Album
- Kilimanjaro (1980)
- Wilder (1981)

### Samlingsalbum
- Everybody Wants To Shag...The Teardrop Explodes (1990) - innehåller några versioner av låtar som senare blev omgjorda på Copes solodebut, World Shut Your Mouth.
- Piano (1990) - Samlingsskiva med rariteter
- Zoology (2004) - En annan samlingsskiva med rariteter, utgiven av Cope.
- Peel Session Plus (2007) -  Inspelad för John Peels radioprogram.